# USS Sarsfield (DD-837)
USS Sarsfield (DD-837) là một tàu khu trục lớp Gearing được Hải quân Hoa Kỳ chế tạo vào giai đoạn cuối Chiến tranh Thế giới thứ hai. Nó là chiếc tàu chiến duy nhất của Hải quân Mỹ được đặt theo tên Trung tá Hải quân Eugene S. Sarsfield (1902-1943), người đã mất tích khi tàu khu trục Maddox (DD-622) do ông chỉ huy bị không kích đánh chìm tại Sicily, và được truy tặng Huân chương Chữ thập Hải quân. Hoàn tất khi chiến tranh đã kết thúc, con tàu tiếp tục phục vụ trong giai đoạn Chiến tranh Lạnh và Chiến tranh Việt Nam cho đến năm 1977. Nó được chuyển cho Đài Loan và tiếp tục phục vụ cùng Hải quân Trung Hoa dân quốc như là chiếc ROCS Te Yang (DD-25/DDG-925) cho đến năm 2005. Con tàu hiện đang được giữ lại như một tàu bảo tàng tại An Bình, Đài Nam. Sarsfield được tặng thưởng một Ngôi sao Chiến trận do thành tích phục vụ trong Chiến tranh Việt Nam.

## Thiết kế và chế tạo
Sarsfield được đặt lườn tại xưởng tàu của hãng Bath Iron Works Co. ở Bath, Maine vào ngày 15 tháng 1 năm 1945. Nó được hạ thủy vào ngày 27 tháng 5 năm 1945; được đỡ đầu bởi bà Eugene S. Sarsfield, vợ góa Trung tá Sarsfield, và nhập biên chế tại Xưởng hải quân Boston vào ngày 31 tháng 7 năm 1945 dưới quyền chỉ huy của Hạm trưởng, Trung tá Hải quân Hepburn A. Pierce.

## Lịch sử hoạt động

### 1945 - 1959
Sau khi hoàn tất việc trang bị, Sarsfield khởi hành vào ngày 24 tháng 8 năm 1945, đi đến khu vực vịnh Guantánamo, Cuba để chạy thử máy huấn luyện. Nó quay trở về Boston, Massachusetts vào ngày 30 tháng 9, và sau khi hoàn tất việc sửa chữa sau chạy thử máy, nó lên đường đi New York vào ngày 25 tháng 10, tham gia các lễ hội nhân ngày Hải quân tại đây. Sau đó nó tham gia các đợt thực tập huấn luyện tại khu vực vịnh Chesapeake - Virginia Capes cho đến ngày 13 tháng 12, khi nó đi vào Xưởng hải quân Brooklyn để được trang bị một số thiết bị thử nghiệm.
Vào ngày 1 tháng 2 năm 1946, Sarsfield khởi hành từ New York để đi Key West, Florida, đến nơi vào ngày 4 tháng 2, nơi nó sẽ hoạt động trong hai thập niên tiếp theo cùng Lực lượng Thử nghiệm và Đánh giá Tác chiến. Được phân về nhóm Phát triển Tác chiến chống ngầm thuộc Hạm đội Đại Tây Dương, nó tham gia thử nghiệm và phát triển những thiết bị và vũ khí mới, đồng thời thực hiện những chuyến đi huấn luyện đến vùng biển Caribe và vịnh Mexico. Nó cũng phục vụ cùng Căn cứ Đối phó Thủy lôi Hải quân tại Panama City, Florida từ ngày 9 đến ngày 14 tháng 2 năm 1947; cùng Phòng thí nghiệm Thủy âm tại New London, Connecticut từ ngày 3 tháng 9 năm 1953 đến ngày 18 tháng 10 năm 1954; và hoạt động từ căn cứ Newport, Rhode Island từ ngày 8 tháng 7 đến ngày 4 tháng 8 năm 1955.
Sarsfield đi đến ngoài khơi mũi Canaveral, Florida hỗ trợ cho Khu vực Thử nghiệm phía Đông trong việc thử nghiệm hai tên lửa RTV-G-4 Bumber của Lục quân, một phiên bản cải tiến từ kiểu tên lửa V-2 của Đức được bổ sung thêm một tầng thứ hai. Chiếc tàu khu trục đã được bố trí ngoài khơi bãi thử nghiệm, và theo dõi đường đi của tên lửa khi nó được phóng để cung cấp các dữ liệu radar và hình ảnh.
Trong năm 1956, Sarsfield đón lên tàu những vị khách quan trọng cho một đợt trình diễn tác chiến chống tàu ngầm ngoài khơi Key West; và đến năm 1957 nó được đại tu tại Xưởng hải quân Norfolk. Vào ngày 6 tháng 2 năm 1958, nó tham gia cùng Hải đội Hộ tống 14 tại Charleston, South Carolina để thực tập chống tàu ngầm. Sau một chuyến đi phục vụ canh phòng máy bay cho tàu sân bay Leyte (CV-32) vào đầu năm 1958, nó quay trở lại hoạt động cùng Lực lượng Thử nghiệm và Đánh giá Tác chiến tại Key West vào ngày 15 tháng 2. Vào mùa Thu năm 1958, nó đi vào Xưởng hải quân Charleston để đại tu, rồi rời Charleston vào ngày 5 tháng 1 năm 1959 cho một đợt huấn luyện ôn tập kéo dài năm tuần lễ tại khu vực vịnh Guantánamo, Cuba. Sau khi hoàn tất, nó quay trở lại Key West tiếp tục các hoạt động thử nghiệm.

### 1960 - 1969
Nhịp điệu hoạt động thực hành và thử nghiệm đánh giá này được tiếp tục cho đến ngày tháng 1 năm 1961, khi Sarsfield lên đường đi vịnh Guantánamo, Cuba để thực hành tác xạ. Đến tháng 6, tình trạng bất ổn tại Cộng hòa Dominica sau khi nhà độc tài Rafael Trujillo bị ám sát khiến chiếc tàu khu trục lại được phái đi tuần tra tại vùng bờ biển ngoài khơi đảo Hispaniola. Sang tháng 9, nó tham gia vào Chương trình Mercury khi phục vụ cho việc thu hồi tàu không gian Mercury-Atlas 4 tại Đại Tây Dương; và đến tháng 1 năm 1962 nó lại tham gia một hoạt động thu hồi tàu không gian khác ngoài khơi bờ biển Châu Phi.
Vào tháng 8, 1962, Sarsfield đi đến Xưởng hải quân Boston để được nâng cấp trong khuôn khổ Chương trình Hồi sinh và Hiện đại hóa Hạm đội (FRAM: Fleet Rehabilitation and Modernization), nơi nó được sửa chữa và nâng cấp để kéo dài vòng đời hoạt động thêm 10 đến 20 năm, đồng thời nâng cao năng lực tác chiến. Nó rời xưởng tàu vào tháng 6, 1963 với những thiết bị điện tử, radar và sonar hiện đại, trang bị thêm tên lửa chống ngầm RUR-5 ASROC, cùng hầm chứa và sàn đáp để vận hành máy bay trực thăng không người lái chống tàu ngầm Gyrodyne QH-50 DASH. Nó rời Boston để huấn luyện ôn tập tại khu vực vịnh Guantánamo, Cuba, rồi tiếp tục được tái trang bị tại Charleston để cải tiến sonar và vũ khí trước khi quay trở lại Key West tiếp tục hoạt động cùng Lực lượng Thử nghiệm và Đánh giá Tác chiến cho đến năm 1966. Con tàu được đại tu từ ngày 15 tháng 7, bao gồm việc cải tiến thiết bị radar và sonar.
Hoàn tất việc đại tu vào ngày 30 tháng 1, 1967, Sarsfield quay trở lại Key West vào ngày 7 tháng 2, và tiến hành huấn luyện ôn tập tại khu vực vịnh Guantánamo, Cuba. Sang tháng 4, nó cùng tàu sân bay Forrestal (CVA-59) tiến hành tập trận chống tàu ngầm, rồi quay trở lại Key West vào ngày 1 tháng 5 để hoạt động cùng Trường Sonar Hạm đội. Đến tháng 6 và tháng 7, nó tham gia cuộc Tập trận "Lashout" của Khối NATO, rồi khởi hành từ Key West vào ngày 21 tháng 9 để đi sang hoạt động tại Địa Trung Hải, rồi quay trở về nhà vào ngày 17 tháng 12.
Vào đầu năm 1968, Sarsfield hoạt động ngoài khơi Virginia Capes và tại vùng biển Caribe. Nó được phái sang Trung Đông vào tháng 7, viếng thăm nhiều cảng dọc bờ biển Châu Phi và tại Ấn Độ Dương, và đã có dịp tham gia tập trận cùng các đơn vị Hải quân Ethiopia và Không quân Pháp. Nó lên đường quay trở về nhà vào ngày 30 tháng 12, và về đến Mayport, Florida vào ngày 10 tháng 1, 1969. Cho đến năm 1970, nó tiếp tục ở lại vùng bờ Đông Hoa Kỳ, tiến hành các hoạt động huấn luyện và tập trận tại vùng bờ biển Đại Tây Dương và vùng biển Caribe. Vào ngày 28 tháng 7, 1969, nó tham gia cuộc Tập trận "Unitas X" phối hợp giữa hải quân Hoa Kỳ, Brazil, Argentina, Colombia, Chile, Ecuador, Peru, Venezuela và Uruguay. Đến tháng 12, sau khi viếng thăm nhiều cảng tại Trung và Nam Mỹ, nó quay trở về Mayport để đại tu.

### 1970 - 1977
Từ tháng 1 đến tháng 6, 1970, Sarsfield được đại tu tại Charleston, South Carolina, và sau khi hoàn tất nó hoạt động huấn luyện ôn tập tại khu vực vịnh Guantánamo, Cuba trong tám tuần lễ, rồi đi đến Mayport, Florida và ở lại đây cho đến hết năm đó. Vào tháng 1, 1971, nó được phái sang hoạt động tại khu vực Trung Đông, tiến vào Ấn Độ Dương trong tháng 2 trong bối cảnh căng thẳng trong khu vực; Chiến tranh Giải phóng Bangladesh bùng nổ vào tháng 3 đã dẫn đến cuộc xung đột giữa Ấn Độ và Pakistan vào tháng 12. Con tàu quay trở về Mayport vào ngày 29 tháng 6, và tiếp tục hoạt động thường lệ cho đến đầu năm 1972.
Sarsfield lên đường vào ngày 13 tháng 4, 1972 cho một nhiệm vụ khác. Nó băng qua kênh đào Panama và đi đến vịnh Subic, Philippines vào ngày 11 tháng 5. Trong suốt mùa Hè năm đó, nó hoạt động khắp vùng biển vịnh Bắc Bộ, thoạt tiên phục vụ canh phòng máy bay cho tàu sân bay Saratoga (CV-60), rồi tuần tra ngoài khơi đảo Hải Nam; con tàu còn tham gia các hoạt động bắn phá bờ biển. Nó rời vùng chiến sự vào ngày 12 tháng 9, ghé qua Hong Kong trong sáu ngày để nghỉ ngơi từ ngày 15 đến ngày 21 tháng 9, rồi dừng lại cảng Yokosuka, Nhật Bản từ ngày 25 đến ngày 29 tháng 9 trong hành trình quay trở về Hoa Kỳ. Nó đến San Diego vào ngày 13 tháng 10, băng qua kênh đào Panama vào ngày 21 tháng 10, và về Mayport đến vào ngày 25 tháng 10. Chiếc tàu khu trục hoạt động tại chỗ từ cảng Mayport cho đến ngày 29 tháng 5, 1973, khi nó lên đường đi sang Địa Trung Hải để gia nhập Đệ Lục hạm đội.
Sarsfield hoạt động cùng Đệ Lục hạm đội cho đến ngày 22 tháng 9, khi nó băng ngược qua eo biển Gibraltar để tham gia cuộc tập trận của Khối NATO trong vịnh và tại Bắc Hải. Nó đi đến Firth of Forth vào ngày 10 tháng 10, và sang ngày hôm sau đã thả neo tại Edinburgh, Scotland. Khi cuộc chiến tranh Ả Rập-Israel nổ ra hai ngày sau đó, nó rời vùng biển Scotland để tái gia nhập cùng tàu sân bay John F. Kennedy (CVA-67) tại Địa Trung Hải, và nhanh chóng đi sang khu vực Trung Đông. Sau hơn một tháng tuần tra đề phòng cuộc xung đột leo thang, nó ghé vào cảng Athens, Hy Lạp vào ngày 14 tháng 11, được tiếp liệu và nghỉ ngơi trong năm ngày. Con tàu được lệnh gia nhập trở lại cùng John F. Kennedy vào ngày 18 tháng 11 để quay trở về Hoa Kỳ. Nó về đến Mayport vào ngày 1 tháng 12, rồi trải qua thời gian còn lại của năm 1973 cho việc bảo trì và nghỉ ngơi, tiếp tục ở lại cảng cho đến tháng 5, 1974.
Vào mùa Thu năm 1974, Sarsfield rời Mayport, Florida để tham gia cuộc Tập trận Northern Merger cùng các đơn vị trong Khối NATO; sau đó nó viếng thăm Plymouth, Anh; Edinburgh, Scotland và Lubeck, Cộng hòa Liên bang Đức. Từ ngày 27 tháng 7, 1975 đến ngày 27 tháng 1, 1976, con tàu lại được phái sang hoạt động tại khu vực Địa Trung Hải, và đã viếng thăm các cảng Gibraltar, Barcelona, Valencia, Rota và Algeciras, Tây Ban Nha; cùng Siracusa và Taormina, Sicily; Naples, Ý; Palma de Mallorca và Athens. Nó cũng băng qua các eo biển Bosporus và Dardanellia, Thổ Nhĩ Kỳ để cùng tàu tuần dương USS Belknap hoạt động trong biển Hắc Hải.
Trong năm 1976, Sarsfield tiếp tục thực hành huấn luyện tại khu vực vịnh Chesapeake, và trải qua một đợt bảo trì ngắn tại Charleston, South Carolina. Sang mùa Đông năm 1976-1977, nó thực hiện chuyến đi cuối cùng sang Địa Trung Hải trong thành phần đội đặc nhiệm tàu sân bay Franklin D. Roosevelt (CV-42). Nó viếng thăm các cảng Rota, Tây Ban Nha; Naples, Ý; Trapani, Sicily, nơi nó giúp thành phố sau một cơn lụt; rồi tiếp tục viếng thăm Kalamata, Hy Lạp; Sfax, Tunisia; Palma de Mallorca và Morocco. Nó đã thả neo ngoài khơi bờ biển Ai Cập theo dõi hoạt động của những tàu ngầm Liên Xô cũng như tham gia các hoạt động của đội tàu sân bay Franklin D. Roosevelt. Trên đường quay trở về nhà, nhiều thủy thủ Đài Loan đã tham gia cùng thủy thủ đoàn để học hỏi hoạt động của con tàu trước khi được chuyển giao. Sarsfield được cho rút khỏi danh sách Đăng bạ Hải quân vào ngày 1 tháng 10, 1977, và được chuyển giao cho Đài Loan cùng ngày hôm đó.

### ROCSTe Yang(DDG-925)

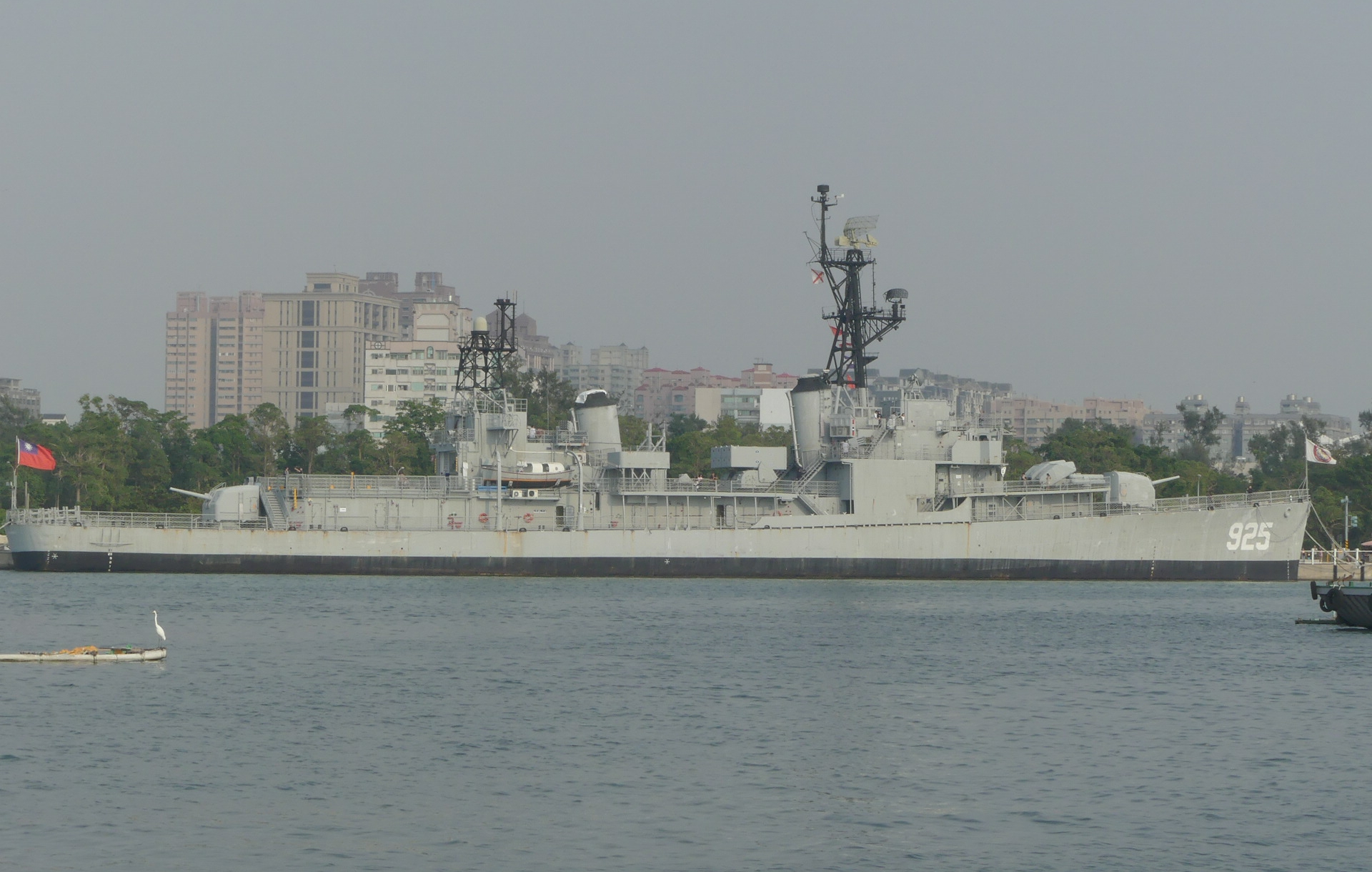
ROCS Te Yang như một tàu bảo tàng, tại cảng An Bình, Đài Nam.

Con tàu tiếp tục phục vụ cùng Hải quân Trung Hoa dân quốc như là chiếc ROCS Te Yang (DDG-925). Nó ngừng hoạt động tại cảng Cao Hùng, Đài Loan vào ngày 1 tháng 4, 2005; rồi đến ngày 22 tháng 1, 2009 nó được kéo đến cảng An Bình, thành phố Đài Nam, nó được giữ lại như một tàu bảo tàng.

## Phần thưởng
Sarsfield được tặng thưởng một Ngôi sao Chiến trận do thành tích phục vụ trong Chiến tranh Việt Nam.